# Stanislav Melnykov
Stanislav Anatoliyovych Melnykov (en ukrainien Станіслав Мельников, né le 26 février 1987 à Odessa) est un athlète ukrainien, spécialiste du 400 m haies.

## Biographie
Ayant été champion d'Ukraine en 2006, il a été aussi champion en salle 2009 sur 400 m cette fois. Médaille de bronze aux Championnats du monde junior d'athlétisme 2006, il a le meilleur temps des engagés sur 400 m haies aux Championnats d'Europe espoirs d'athlétisme 2009 où il remporte la médaille d'argent.
Il remporte la médaille de bronze des Championnats d'Europe d'athlétisme de 2010 à Barcelone en 49 s 09, améliorant son record personnel. Il récidive deux ans plus tard à Helsinki en se classant troisième de la finale Championnats d'Europeen 49 s 69, derrière le Britannique Rhys Williams (49 s 33) et le Serbe Emir Bekrić (49 s 49).

### Palmarès
| Date | Compétition                   | Lieu      | Résultat | Épreuve     | Performance   |
| ---- | ----------------------------- | --------- | -------- | ----------- | ------------- |
| 2005 | Championnats d'Europe juniors | Kaunas    | 5e       | 4 x 400 m   | 3 min 10 s 78 |
| 2006 | Championnats du monde juniors | Pékin     | 3e       | 400 m haies | 50 s 43       |
| 2009 | Championnats d'Europe espoirs | Kaunas    | 2e       | 400 m haies | 49 s 88       |
| 2010 | Championnats d'Europe         | Barcelone | 3e       | 400 m haies | 49 s 09       |
| 2012 | Championnats d'Europe         | Helsinki  | 3e       | 400 m haies | 49 s 69       |
| 2012 | Championnats d'Europe         | Helsinki  | 7e       | 4 x 400 m   | 3 min 04 s 56 |

### Records
| Épreuve     | Performance | Lieu          | Date            |
| ----------- | ----------- | ------------- | --------------- |
| 400 m       | 46 s 54     | Bielsko-Biala | 30 juillet 2008 |
| 400 m haies | 49 s 09     | Barcelone     | 31 juillet 2010 |